# RuhrKunstMuseen
Die RuhrKunstMuseen, auch RKM genannt, sind ein Verbund von derzeit 21 Museen in 16 Städten des Ruhrgebiets. Das Netzwerk der Kunstmuseen wurde im Rahmen des Kulturhauptstadtjahres 2010 gegründet und von der Kulturhauptstadtgesellschaft RUHR.2010 gefördert. Mittlerweile wird das Netzwerk mit der „Regionalen Kulturstrategie Ruhr“ durch das Ministerium für Kultur und Wissenschaft des Landes Nordrhein-Westfalen sowie den Regionalverband Ruhr (RVR) gefördert.
Die gemeinsame Arbeit der beteiligten Museen in Form von Ausstellungsprojekten, Vermittlungsprogrammen und in der Öffentlichkeitsarbeit dient dazu, langfristige Kooperationsformen zu erproben und zu etablieren. Das unterdessen erreichte Ziel war der Aufbau einer dauerhaften gemeinsamen Organisation über das Gründungsjahr 2010 hinaus.
Der überwiegende Teil der Museen hat seinen Schwerpunkt in der Kunst des 20. Jahrhunderts und der Gegenwart, auch die Kunst des 19. Jahrhunderts sowie alte und außereuropäische Kunst sind in einzelnen Häusern mit größeren Beständen vertreten. Von Duisburg bis Hamm, von Hagen bis Marl erstreckt sich über 16 Städte ein zusammenhängendes Netz von Sammlungen, untergebracht in Bauten der Industriekultur, Schlössern, Architekturen der Nachkriegsjahrzehnte und Neubauten. Ein Besuch der Museen ist auch ein repräsentativer Streifzug durch die Baukultur des Ruhrgebiets.
Die RuhrKunstMuseen kooperieren in den Bereichen Ausstellungen, Sammlungen, kulturelle Bildung, Marketing und Öffentlichkeitsarbeit und verstehen sich als kulturpolitische Vertretung der Kunstmuseen im Ruhrgebiet. Mit der „Regionalen Kulturstrategie Ruhr“ fördern das Ministerium für Kultur und Wissenschaft des Landes Nordrhein-Westfalen sowie der Regionalverband Ruhr (RVR) das Netzwerk.

## Beteiligte Museen
- Kunstmuseum Bochum
- Kunstsammlungen der Ruhr-Universität Bochum mit der Sammlung Moderne und der Stiftung Situation Kunst
- Josef Albers Museum Quadrat Bottrop
- Museum Ostwall, im Dortmunder U
- Museum DKM, Duisburg
- Museum Küppersmühle für Moderne Kunst, Duisburg
- Lehmbruck-Museum, Duisburg
- Museum Folkwang, Essen
- Kunstmuseum Gelsenkirchen
- Osthaus Museum Hagen
- Emil Schumacher Museum im Kunstquartier Hagen
- Gustav-Lübcke-Museum, Hamm
- Städtische Galerie im Schlosspark Strünkede des Emschertal-Museums, Herne
- Flottmann-Hallen, Herne
- Museum Haus Opherdicke, Holzwickede
- Skulpturenmuseum Marl
- Kunstmuseum Mülheim an der Ruhr in der Alten Post
- Ludwiggalerie Schloss Oberhausen
- Kunsthalle Recklinghausen
- Zentrum für Internationale Lichtkunst, Unna
- Märkisches Museum, Witten

## Organisatorische Struktur
Der Museumsverbund der RuhrKunstMuseen basiert auf der gleichberechtigten Zusammenarbeit der beteiligten Häuser. In den regelmäßigen Netzwerktreffen wird über Projekte, Strategien und Kooperationen entschieden. Die RuhrKunstMuseen sind demokratisch in Form eines Plenums strukturiert und werden nach außen durch zwei Sprecher vertreten, die für jeweils drei Jahre gewählt werden. Seit 2020 sind dies Regina Selter (Museum Ostwall, Dortmund) und Prof. Peter Gorschlüter (Museum Folkwang). Sie koordinieren gemeinsame Aktivitäten, moderieren interne Abstimmungsprozesse und repräsentieren die RKM nach außen. 
Das Netzwerk hat eine Geschäftsstelle beim Regionalverband Ruhr (RVR), der in enger Abstimmung mit den Mitgliedsmuseen die laufende Arbeit der RKM moderiert, koordiniert und fördert. Zur weiteren Unterstützung der Aktivitäten wurde der Förderverein RuhrKunstMuseen e. V. gegründet, der auch die Geschäftsstelle des Netzwerks betreibt. Die Tätigkeit des Netzwerks wird wesentlich von fünf Arbeitsgruppen (für die Bereiche Bildung und Vermittlung, Projekte und Veranstaltungen, Sammlung, Kunst im öffentlichen Raum sowie Marketing und Öffentlichkeitsarbeit) getragen. Die Direktoren der beteiligten Museen gehören jeweils mindestens einer dieser Arbeitsgruppen an, außerdem können Mitarbeiter der Muessen in diese Gruppen entsandt werden.  

## Gemeinsame Projekte (Auswahl)

### Mapping the Region (2010)
Mapping the Region war das erste gemeinsame Ausstellungsprojekt der RuhrKunstMuseen im Rahmen des Kulturhauptstadtjahres RUHR.2010. In vierzehn thematisch fokussierten Ausstellungen zeigten die Museen künstlerische Positionen, die sich mit der Region, ihrer Geschichte und den urbanen Transformationen auseinandersetzten. Die Ausstellungen in den Museen und an anderen Ausstellungsorten standen unter der kuratorischen Leitung der einzelnen Museen und zeigten jeweils ein gemeinsames Thema, um die Region zu erfassen. Der Begriff "Mapping" war dabei sowohl kartografisch als auch künstlerisch gemeint. Der Bogen der Ausstellungen spannte sind von Installationen (mehrteilige Ausstellungen "Liquid Area" in den Flottmann-Hallen und der Städtischen Galerie Herne) über Fotografien ("Über Tage" aus dem Pixelprojekt Ruhrgebiet, "Bergwerke und Hütten" von Bernd und Hilla Becher) und Malerei ("Weltsichten: Landschaften in der Kunst"), Klanginstallationen ("Electrical Walks" von Christina Kubisch) und Lichtobjekten (Mischa Kuball "New Pott. 100 Lichter / 100 Gesichter") bis hin zu experimenteller Kunst ("Hacking the City" des Museum Folkwangs mit Spielorten in der Stadt Essen und dem Internet).

### RuhrKunstSzene (2014)
RuhrKunstSzene war ein gemeinsames Ausstellungsprojekt der RuhrKunstMuseen im Jahr 2014. Zehn Museen präsentierten parallel Ausstellungen, die sich der zeitgenössischen Kunstszene im Ruhrgebiet widmeten. Gezeigt wurden Werke von regionalen Künstler und Künstlerinnen in verschiedenen Medien – von Malerei und Fotografie bis zu Video und Installation. 

### Projekt CHINA 8 (2015)
CHINA 8 war ein Ausstellungsprojekt zu chinesischer Gegenwartskunst in Europa. Vom 15. Mai bis 13. September 2015 zeigten 8 der 16 RuhrKunstMuseen sowie weitere Museen zwischen Duisburg und Bonn Werke von rund 120 Künstlerinnen und Künstlern aus China. Insgesamt waren über 500 Exponate in den Bereichen Malerei, Skulptur, Installation, Fotografie, Kalligrafie, Video- und Medienkunst zu sehen. 

### Kunst & Kohle (2018)
Mit dem Ausstellungsprojekt Kunst & Kohle verabschiedeten die RuhrKunstMuseen im Jahr 2018 die aktive Steinkohlenförderung im Ruhrgebiet. In 17 Museen fanden von Mai bis September parallele Ausstellungen statt, die sich auf unterschiedliche Weise mit der Symbolik, Geschichte und Wirkung der Kohle im Ruhrgebiet auseinandersetzten. Insgesamt waren über 150 künstlerische Positionen vertreten. Neben historischen Werken wurden zahlreiche Neuproduktionen präsentiert, die eigens für das Projekt entstanden. Die Publikation Kunst & Kohle dokumentiert das Gesamtprojekt.

### 21 x 21 – Digitale Plattform und Ausstellung der RuhrKunstMuseen (2024/2025)

#### 21 x 21.de – Digitale Plattform der RuhrKunstMuseen (seit 2024)
21x21.de ist eine digitale Plattform der RuhrKunstMuseen. Die Grundstruktur basiert auf einem System von Impuls und Reaktion: Jedes Museum wählte ein bedeutendes Werk seiner Sammlung als Impulswerk. Die anderen 20 Museen reagierten jeweils mit einem eigenen Werk auf diesen Impuls. So entstand ein Netz aus über 400 Werkbeziehungen. Die Plattform ermöglicht einen spielerischen Zugang zur Vielfalt der Sammlungen durch Abbildungen, begleitende Kurztexte, Animationen und ein interaktives Museums-Match-Feature. 

#### 21 × 21. Die RuhrKunstMuseen auf dem Hügel (2025)
Die Ausstellung 21 × 21. Die RuhrKunstMuseen auf dem Hügel ist die analoge Fortsetzung des digitalen Projekts 21x21.de und wird seit dem 11. April 2025 in der Villa Hügel in Essen gezeigt (Ausstellungsende 27. Juli). Ausgangspunkt und inhaltliche Grundlage bildeten die Impuls-Reaktionspaare der Online-Plattform, die für den Ausstellungsraum adaptiert und weiterentwickelt wurden. In zehn thematisch geordneten Räumen wurden über 100 Werke aus den Sammlungen der 21 Museen präsentiert. Die kuratorische Dramaturgie setzte auf dialogische Gegenüberstellungen und thematische Verflechtungen, um Netzwerke zwischen Werken, Themen und Museen sichtbar zu machen, statt "lineare" Kunstgeschichte zu erzählen.

## Vermittlungsprojekte
Daneben bieten die Museen ein Vermittlungsprogramm in Form von drei unterschiedlichen Bustouren, "Collection Tours" genannt, an. Die Touren "Zweimal Kunst und zurück" richten sich an Schüler aller Altersstufen und Schulformen. Für jede Schulklasse stehen an zwei Tagen jeweils ein Museumsbesuch unter einem gemeinsamen Leitthema auf dem Programm, ein Museum am Heimatort und eines mittels Busfahrt. Durch Sponsoring der Deutschen Bank sind diese Touren für die Schüler kostenlos. Das Programm ist auf eine Kapazität von 20.000 Schülern in 100 Schulen des Ruhrgebiets ausgelegt. Die Touren "Ost/West" richten sich an erwachsene Besucher, es werden drei Museen an einem Tag besucht. Ein Kunstvermittler führt durch die Ausstellungen und liefert Hintergrundinformationen auf den Busfahrten. Die Touren "Reisegespräche" führen zu ausgewählten Ausstellungen der "Mapping the Region" Projekte. Hier ist zusätzlich zu dem Kunstvermittler ein Experte eines anderen Fachgebietes (z. B. Architekt, Philosoph, Künstler oder Raumplaner) anwesend. Diese Touren haben eine Kapazität von 3.000 Teilnehmern.

### RuhrKunstNachbarn (2014–2016)
RuhrKunstNachbarn war ein kunstpädagogisches Projekt der RuhrKunstMuseen, das von 2014 bis 2016 durchgeführt wurde. Ziel war es, Schülerinnen und Schüler aus verschiedenen Städten des Ruhrgebiets über Stadtgrenzen hinweg durch gemeinsame künstlerische Arbeit zu vernetzen. Die Abschlusstagung „Wenn Stadt auf Museum trifft“ am 6. Mai 2019 fand teilweise im öffentlichen Raum statt, u. a. auf einem Parkdeck des Hauptbahnhofs Bottrop, das temporär zum Tagungs- und Workshoport wurde. Zusätzlich wurde eine Abschlusspublikation herausgebracht.

### RuhrKunstUrban (2019–2022)
RuhrKunstUrban war ein groß angelegtes Vermittlungsprojekt der RuhrKunstMuseen, das von 2019 bis 2022 durchgeführt wurde. Ziel war es, Kunstvermittlung im öffentlichen Raum zu erproben und jenseits klassischer Museumsräume neu zu denken. Im Fokus standen partizipative Formate, die in Zusammenarbeit mit Schulen, Kulturinitiativen, Stadtteilzentren und Künstlern entstanden. Auch RuhrKunstUrban wurde mit einer gemeinsamen Abschlusstagung und einer Publikation abgeschlossen.

### RuhrKunstbewegt (2024–2026)
RuhrKunstBewegt ist ein gemeinsames Bildungs- und Vermittlungsprojekt der RuhrKunstMuseen, das von Januar 2024 begonnen hat und noch bis August 2026 läuft. Kinder und Jugendliche erforschen die Sammlungen durch andere künstlerische Formen wie Theater, Tanz oder Musik. Das Projekt erweitert klassische museale Angebote um spartenübergreifende Formate, um vielfältige Zugänge zu Kunst und Kultur zu ermöglichen.

## Weitere Aktivitäten
Die RuhrKunstMuseen haben einen gemeinsamen Sammlungsführer als Selbstdarstellung herausgegeben, der auf rund 270 Seiten neben der Beschreibung der Museen und ihrer Sammlungen auch Fotografien ausgewählter Meisterwerke sowie der Ausstellungsräume und der Architektur zeigt.
2012 haben die RuhrKunstMuseen im Rahmen des von ihnen initiierten gleichnamigen Programms den Bildband PUBLIC ART RUHR mit 100 Kunstwerken von 100 Künstlern im öffentlichen Raum der Metropole Ruhr herausgegeben. 2013 erschien RUHR SELECTION – Der Kunstreiseführer für die Metropole Ruhr.
Seit 2013 organisieren die RuhrKunstMuseen außerdem im Rahmen ihrer Reihe Public Art Ruhr Neuenthüllungen die Restaurierung von Kunstwerken im öffentlichen Raum und deren anschließende öffentliche Neuenthüllung.

## Finanzierung der kulturtouristischen Vermarktung
RuhrKunstMuseen wurde zu Beginn des Kulturhauptstadtjahres zunächst durch ein Gemisch von öffentlichen Gesellschaftlern und Förderern (Stadt Essen, Regionalverband Ruhr, Ministerpräsident des Landes Nordrhein-Westfalen, Initiativkreis Ruhr, Europäischer Fonds für regionale Entwicklung der EU und Kulturstaatsminister der BRD) und privaten Sponsoren (accenture, Deutsche Bank) finanziert.
Im Rahmen des Förderwettbewerbs Erlebnis.NRW der Landesregierung gehört die touristische Vermarktung der RuhrKunstMuseen zu den zur Förderung empfohlenen Projekten. Für diese wurden bis September 2014 Fördergelder des Landes Nordrhein-Westfalen und der EU bewilligt, um gemeinsam mit der Ruhr Tourismus GmbH die Marke RuhrKunstMuseen dauerhaft auf dem kulturtouristischen Markt zu positionieren.

## Publikationen
- RuhrKunstMuseen – Die Sammlung. Hatje Cantz Verlag, Ostfildern 2010, ISBN 978-3-7757-2617-7.
- PUBLIC ART RUHR – Die Metropole Ruhr und die Kunst im öffentlichen Raum. Wienand Verlag, Köln 2012, ISBN 978-3-86832-134-0.
- RUHR SELECTION – Der Kunstreiseführer für die Metropole Ruhr. Hrsg.: RuhrKunstMuseen / Ruhr Tourismus GmbH, Klartext Verlag, Essen 2013.
- Kunst & Kohle – Ein Ausstellungsprojekt der RuhrKunstMuseen zum Ende der Steinkohlenförderung in Deutschland 2018. Wienand Verlag, Köln 2018, ISBN 978-3-86832-437-2.
- 21 × 21 – Das Magazin zur Ausstellung. Hrsg.: RuhrKunstMuseen, Essen 2025.